# تنمية اجتماعية
التنمية الاجتماعية حسب هوبهاويس هي تطور البشر في علاقاتهم المشتركة وهذا ما يسميه بالتوافق في العلاقات الاجتماعية، فتغير البناء الاجتماعي لا يعنى شيئا بالنسبة له ما لم يحدث تغيير في طبيعة العلاقات الاجتماعية، ولهذا ينظر إلى التنمية الاجتماعية على أنها تنمية علاقات الإنسان المتبادلة. ولقد وضع "هوبهاوس" أربعة معايير تستند إليها" التنمية العالية على حد قوله ويعنى بها التنمية المتواصلة الشاملة، ويذهب إلى أنه من أجل تقدم المجتمع يجب توافر هذه المعايير الأربعة وألا فستكون التنمية منقوصة غير كاملة، لو تخلف أحد هذه الشروط وهذه المعايير هي:
1. الحجم (السكان)
2. الكفاية
3. الحرية
4. المشاركة

## عناصر تعريف التنمية الاجتماعية
ولهذا التعريف عناصر:
- أن التنمية عملية داخلية ذاتية بمعنى أن كل بذورها ومقوماتها الأصلية موجودة في داخل الكيان نفسه وأن أي عوامل أو قوى خارج هذا الكيان لا تعدو أن تكون عوامل مساعدة أو ثانية.
- إن التنمية عملية ديناميكية مستمرة أي أنها ليست حالة ثابتة أو جامدة.
- إن التنمية ليست ذات طريق واحد أو اتجاه محدد مسبقا وإنما تتعدد طرقها واتجاهاتها باختلاف الكيانات وباختلاف وتنوع الإمكانيات الكامنة في داخل كل كيان وعلى ذلك فهناك شرطان لعملية التنمية:
- الشرط الأول: هو إزاحة كل المعوقات التي تحول دون انبثاق الإمكانيات الذاتية الكامنة داخل كيان معين (الفرد- أو المجتمع).
- الشرط الثاني: هو توفير المؤسسات التي تساعد على نمو هذه الإمكانيات الإنسانية المنبثقة إلى أقصى حدودها، وأن المعوق الرئيسي لعملية التنمية هو «الاستغلال» بكل صورة ومستوياته، وأن التنمية بهذا المفهوم تعنى التحرر، فالتنمية والتحرر هما

مفهومان لنفس المضمون كلاهما يعنى الآخر وكلاهما يعني الإزاحة والاستغلال. وكلاهما ينطوي على تفجير كل الإمكانيات البشرية الكامنة للإنتاج والخلق والإشباع والتنمية. فضلا عن أن التنمية لن تتم إلا في جو نضالي شعبي، وهي الطريقة الوحيدة لخلق تراكم مادي ومعرفي.
ونستنتج من هذا أن التنمية الاجتماعية معناها تطبيق العلم بكل صوره في تيسير حياة الإنسان على هذا الكوكب، وإبراز القوى المودعة في بنيته. تحسين المجتمع، وتحسين الفرد، وهذا هو الغرض من التنمية الاجتماعية.
تعتني التنمية الاجتماعية من حيث الاختصاص بثلاثة مرافق في الدولة، هي:
1. الحكومة
2. المؤسسات الأهلية
3. المؤسسات الخيرية

وعلى أي حال فإن كافة التعريفات وغيرها تحصر في ثلاثة اتجاهات وهي:
- الاتجاه الأول: مؤداة أن التنمية مرادفة لاصطلاح الرعاية الاجتماعية بالمعنى الضيق لمفهوم الرعاية.
- الاتجاه الثاني: يعتبر أن التنمية مجموعة من الخدمات الاجتماعية التي تقدم في مجالات كثيرة كالصحة والتعليم، والتنمية عملية تخطيطية وديناميكية للتحول في ثلاثة مستويات:

1. التحول في اتجاه الأفراد: لتصل بهم إلى تأكيد الأيمان بقدرتهم على تغيير الواقع والاشتراك في العمل الجماعي والرغبة في الإنجاز على أسس عملية.
2. التحول في البناء الاجتماعي ووظائفه: لتحقيق تذويب الفوارق بين الطبقات وسهولة الحراك الاجتماعي والعدالة في توزيع الثروة والدخول وتوسيع مجالات الاقتصاد ليكون متنوعا، كل ذلك في ظل مؤسسات لا مركزية ديموقراطية.
3. التحول في علاقة المجتمع بالعالم الخارجي: تحقيق الاستقلال السياسي والتحرر الاقتصادي للوصول إلى علاقات تجارية متكافئة مع دول العالم، مع الاحتفاظ بالخصوصية الثقافية وتطويع وتطوير التكنولوجيا الملحية وانتقاء التكنولوجيا المتقدمة. وكل ذلك يهدف إشباع رغبات الأفراد المتزايدة المتغيرة، ولا يتم ذلك إلا عن طريق ثورة اجتماعية من جانب الدولة.

- أما الاتجاه الثالث: ويرى أن التنمية الاجتماعية هي عمليات تغير اجتماعي تلحق بالبناء الاجتماعي ووظائفه بغرض إشباع الحاجات الاجتماعية للفرد والجماعة بمعنى أنها عملية تغير اجتماعي لكافة الأوضاع التقليدية من أجل إقامة بناء اجتماعي جديد ينبثق عنه علاقات جديدة وقيم مستحدثة تشبع رغبات وحاجات الأفراد وتطلعاتهم ولا يتم ذلك إلا عن طريق دفعة قوية لأحداث تغيرات كيفية ولإحداث التقدم المنشود، فالتنمية الشاملة هي: تلك العمليات المستهدفة لخلق التقدم الاجتماع والاقتصادي للمجتمع ككل معتمدة على إسهام المجتمع المحلى والمشاركة الشعبية.[1]

## مفهوم النمو وعلاقته بالتنمية
يختلف مفهوم النمو عن مفهوم التنمية، فمفهوم النمو يمكن أن ينطوي على الاستغلال كما أن النمو بهذا المعنى يمكن أن يكون غير متوازن ويمكن ن يكون طفيليا يضر بالكيانات المحيطة التي ينمو على حسابها، بينما «التنمية» بمعناه التحرر تنطوي على التوازن والشمول والمساواة، فإذا انطوت التنمية بمعناها التحرري على تراكم فهذا التراكم يكون P كيفياً وكمياً على السواء ولا ينطوي على استغلال كيان لكيان آخر.
«فالنمو» يشير إلى الزيادة الثابتة أو المستمرة التي تحدث من جانب معين من جوانب الحياة، بينما التنمية عبارة عن زيادة سريعة وتراكمية ودائمة خلال فترة من الزمن «فالنمو» يحدث عادة عن طريق التطور البطيء والتحول التدريجي، بينما التنمية تمثل الدفعة القوية لكي تخرج المجتمع من حالة الركود. وهذه الدفعة هي عكس عملية التطور والتدرج، أن التغير الذي يحدث على عملية النمو يكون ضئيلاً. بينما التغير الذي يسبق عملية التنمية أو يتحصل عنها فهو تغير يتناول الجوانب البنائية والوظيفية أي أنه أقرب إلى التغير الكيفي منه إلى التغير الكمي.

## عناصر التنمية الاجتماعية
1- التغير البنيوي: ويقصد بذلك النوع من التغير الذي يستلزم ظهور أدوار وتنظيمات اجتماعية جديدة تختلف اختلافا نوعياً عن الأدوار والتنظيمات القائمة في المجتمع، ويقتضي هذا النوع من التغير حدوث تحول كبير في الظواهر والنظم والعلاقات السائدة في المجتمع.
2- الدفعة القوية: ويمكن أن تحدث الدفعة القوية في المجال الاجتماعي بإحداث تغيرات تقلل التفاوت في الثروات والدخول بين المواطنين وبتوزيع الخدمات توزيعاً عادلاً بين الأفراد وبجعل التعليم إلزامياً ومجانياً قدر الإمكان. وبتأمين العلاج والتوسع في مشروعات الإسكان إلى غير ذلك من مشروعات وبرامج تتعلق بالخدمات.
3- الاستراتيجة الملائمة: ويقصد بها الإطار العام والخطوط العريضة التي ترسمها السياسة الإنمائية في الانتقال من حالة التخلف إلى حالة النمو الذاتي وتختلف الإستراتيجية عن التكتيك الذي يعني الاستخدام الصحيح للوسائل المتاحة لتحقيق الهدف.
ولكي يتم استخدام هذه الوسائل استخداما صحيحاً لابد وأن تكون هذه الوسائل موزعة وفقاً لخطة حسنة الإعداد من شأنها أن تمكن واضع التكتيك من أن يستغل جميع الأدوات التي تحت تصرفه استغلالاً كاملاً. ويستبعد طبعاً من الاستراتيجيات ما يسمى إستراتيجية عدم التدخل من قبل الدولة فالدولة تلعب دوراً فعالاً في عملية التنمية الشاملة.

## أهداف التنمية الاجتماعية
1. خلق الرغبة في التغيير من خلال إيضاح عدم الرضا عن الوضع القائم وإيجاد أدوار اجتماعية جديدة لأفراد المجتمع، ليتم تغييره من مجتمع تقليدي إلى مجتمع متقدم من الناحية الاجتماعية والمادية.
2. تحسين التعليم والوضع الاجتماعي للأفراد لمساعدتهم في حل مشكلاتهم.
3. حل المشكلات الناتجة عن التنمية الاقتصادية كالانتقال من المجتمع الريفي إلى الحضري والتي قد تزيد من نسبة البطالة.
4. غرس القيم والاتجاهات الاجتماعية الإيجابية كالتعاون وأداء الواجب.
5. تدعيم الحياة داخل الأسرة الواحدة لتزيد من تماسكها واستقرارها وتعاون أفراد الأسرة فيما بينهم.[4]

## خصائص التنمية الاجتماعية
التنمية ليست عملية تتم عبر التطور تلقائي، وإنما تتم خلال التدخل المستمر والمقصود في المجتمعات، وتستمر عن طريق هيئات التنمية التي تُشكّل جزءاً من بناء الدولة.
فالتنمية الاجتماعية تتوسع في جميع المجالات والنشاطات الإنسانية، بالإضافة إلى المجالات الفكرية والتكنولوجية والاقتصادية.
وهكذا فإن التنمية لا تقتصر على النمو الاقتصادي فقط! وإنما تشمل على تغيّر محدد في البناء الاجتماعي القائم. ولا شك أن النمو الاقتصادي يؤثر بشكل متبادل على التنمية الاجتماعية، فالنمو الاقتصادي لا يمكن أن يستمر مدى الحياة بدون تنمية اجتماعية لأن كلاً منهما يعمل لخدمة الآخر.

## معيقات التنمية الاجتماعية
- من أهم ما يُعيق عملية التنمية الاجتماعية هي ظاهرة الفساد الإداري. فالفساد الإداري كظاهرة يُعد من أبرز الظاهرات التي تُهدد الكيان الاجتماعي. وقد سعت الكثير من الأبحاث والدراسات إلى معرفة العلاقة بين الفساد الإداري كظاهرة تُهدد عمليات التنمية الاجتماعية في الوطن العربي.

وقد لُوحظ من خلال تلك الأبحاث كيف أن الفساد الإداري يُعيق عمليات التنمية الاجتماعية التي تسعى الحكومات إلى تحقيقها.
وقد أشارت الأبحاث إلى ضرورة الحد من خطر هذا الفساد الإداري في جميع المجتمعات. فهي ظاهرة مُدمّرة للمجتمعات ولا بد من إصلاحها لتستمر عملية التنمية الاجتماعية بشكلٍ ناجح.
- معوقات اجتماعية:

1. العصبية: قد يواجه المجتمع أثناء عملية التنمية ببعض الجماعات المعارضة والتي تقف أمام تنفيذ مشروعات وبرامج التنمية دون تقديم تفسير واضح لموقفهم.
2. الاستغلال وتعارض المصالح: يسود الاعتقاد في بعض المجتمعات ان أيه تغييرات تحدث قد تهدد إستقرارهم وشعورهم بالأمان.
3. المنزلة الاجتماعية: وهذه الصفة تفرض على الفرد أدواراً اجتماعية معينة وتحتم عليه الابتعاد عن أداء أدوار أخرى قد تؤدي إلى ضعف منزلته الاجتماعية مثل رفض البدوي القيام بأعمال الزراعة.

- معوقات ثقافية:

من الضرورة التأكيد على دراسة البناء الاجتماعي للمجتمع قبل تخطيط أي مشروع تنموي لان كثيراً من المشروعات التنموية الاجتماعية فشلت نتيجة لجهل الباحثين بثقافة المجتمع.
- معوقات نفسية: يتوقف قبول أو رفض المجتمع لمشروعات وبرامج التنمية على قيمتها وأهميتها ومدى الحاجة لها فعدم الشعور بأهمية المشروعات وضرورتها وفرضها على الناس دون أن يكون هناك إحساس بالحاجة إليها يمثل صعوبة في تقدم ونجاح التنمية الاجتماعية.
- معوقات تخطيطية:

1. عدم مراعاة الشمول والتكامل والتوازن في مختلف قطاعات خطة التنمية.
2. تجاهل المشاركة من قبل أفراد المجتمع علمآ بأن المشاركة الشعبية تزيد من الوعي بأهمية التنمية.
3. نقص الوعي التخطيطي وعدم المعرفة الفنية والعلمية الكافية لوضع التخطيط الشامل.
4. عدم وجود التعاون والتنسيق الكافي بين الأجهزة المختلفة وبالتحديد أجهزة التخطيط وأجهزة التنفيذ.[6]

## دور التربية في عملية التنمية الاجتماعية
لا شك أن التربية تلعب دوراً هاماً في عملية التنمية الاجتماعية، ومن أبرز الأدوار التي تلعبها التربية في التنمية الاجتماعية هي:
1. إيجاد قاعدة اجتماعية عريضة مستعملة وذلك لضمان حد أدنى من التعليم لكل مواطن.
2. المساهمة في تعديل نظام القيم والاتجاهات بما يتناسب مع الطموحات التنموية للمجتمع من خلال تعزيز قيمة العمل والإنتاج ودعم الاستقلالية في التفكير والموضوعية في التصرف.
3. تأهيل القوى البشرية وإعدادها للعمل في القطاعات المختلفة وعلى كل المستويات وذالك بتزويدها بالمعارف والمهارات والقيم اللازمة للعمل.[7]

## نماذج التنمية الاجتماعية
يوجد ثلاث نماذج للتنمية الاجتماعي هي:
1. النموذج التكاملي: ويتمثل في مجموعة البرامج التي تنطلق على المستوى القومي وتشمل كافة القطاعات الفرعية للتنمية ولكافة المناطق في الدولة مع تحقيق التنسيق الكامل بين الجهود الرسمية الحكومية المخططة والجهود الشعبية المستشارة.
2. النموذج التكيّفي: ولا يتطلب هذا النموذج استحداث تغييرات في التنظيم الإداري القائم لأن برامجه يمكن أن تنفذ في ظل أي نوع من التنظيمات الإدارية وتقتصر برامج هذا النموذج في التركيز على العمليات تنظم المجتمع واستثارة الجهود الذاتية والاعتماد على التنظيمات الشعبية.
3. نموذج المشروع: ويتم هذا النوع من التنمية على مستوى منطقة جغرافية معينة نظراً لظروف خاصة بها مثل: تنمية المناطق الصحراوية وتوطين البدو.[3]

## أساليب التنمية الاجتماعية
ويقصد هنا بالأسلوب اعتماد التنمية على عنصر من العناصر التي تتحكم بأسلوب العملية التنموية وهي:
- الاعتماد على القيادة الخارجية:

أي إن التنمية قد تعتمد في تحقيق غاياتها على القيادة الخارجية التي لا تنتمي الي المجتمع ذاته إذ تقوم بها جهات تابعة لدوله أو دول خارجية تكون أكثر تقدما لصالح دولة أخرى مستقلة.
- الاعتماد على الموارد الذاتية:

ويؤكد هذا الأسلوب على دور الجماعات والأفراد والقيادات الموجودة في اكتشاف احتياجاتها والعمل معا لتحقيق الخدمات اللازمة لمقابلة هذه الاحتياجات.
- الأسلوب متعدد الأهداف:

ويركز هذا الأسلوب على تكوين جماعات صغرى وتقوية قياداتها وكشف المشكلات الاجتماعية لوضع برنامج مشترك يتعاون الجميع في تنفيذه ويحتاج هذا الأسلوب بعض الوقت لتنمية العمل التعاوني المشترك من جانب المجتمع ذاته لمواجهة المشكلات القائمة فيه.

## أسس التخطيط للتنمية الاجتماعية
1. الواقعية: وتكون بتقدير الإمكانيات الفعلية للمجتمع وحصر الاحتياجات الحقيقية للأفراد ثم العمل على تحقيق أفضل مطابقة ممكنة بين الموارد والحاجات وفقاً لمعايير علميه دقيقة.
2. الشمول: أي التخطيط الشامل الذي يتناول مختلف القطاعات الوظيفية القائمة في المجتمع مع مراعاة التوازن الجغرافي.
3. التكامل: يعتبر التكامل الرأسي والأفقي مع المستويات المختلفة لمشروعات الخطة.
4. الاستمرار: أي أن لا تنفصل مراحل التخطيط عن بعضها البعض.
5. التنسيق: ويكون التنسيق على مستويين الأول ويكون بالتنسيق فيه الأهداف الموضوعية في الخطة والثاني يكون بالتنسيق بين الوسائل والإجراءات اللازمة لتنفيذ الخطة.
6. المرونة: أي أن تكون الخطة قابلة للتعديل أو التبديل.[8]

## ملاءمة الأطر النظرية المفسرة لعملية التنمية
بإلقاء نظرة شاملة على الأطر لنظرية المفسرة لعملية التنمية نجد أن أول إطار هو الإطار السيكولوجي في تفسير التنمية، ويقوم على الاعتقاد بأن العالم الغربي هو الذي يقوم بنشر التنمية، فهو يقوم على دراسة العمليات السيكولوجية التي يمكن بواسطتها أن تتمثل شعوب الدول النامية الخصائص السيكولوجية المعبرة عن تقدم الدول المتقدمة وهي خاصية الإنجاز فهذا الإطار لا يملك المقدرة على توجيه سياسة فعالة تلائم تحقق تنمية اقتصادية وتغير ثقافي، فضلاً عن أنه لم يهتم بوضع كل من الدول المتخلفة والمتقدمة في إطار عالمي شامل.
أما الإطار الاقتصادي فنجد التنمية في مفهوم نظرية التحديث والذي تمثله مراحل «والتروستو» وتعتقد أن الدول النامية سوف تجتاز نفس المراحل في المستقبل إن «روستو» يتجاهل التاريخ تماما في تفسير التخلف وفي تناول متطلبات التنمية، لا يشير إلى قضية العلاقات الدولية المعاصرة، فالدول النامية وفق هذا التصور مجرد دول أصابها النعاس لفترة من الزمن وهي بالتالي مجرد دول تبدأ بداية متأخرة عما سبق أن فعلته الدول الغربية منذ حوالي ثلاثة قرون.
وهذه رؤية تجعل عملية التنمية كمتصل تنظيم فيه أمم العالم في مراحل تنميتها المختلفة وهذه نظرة سطحية.
فلم تستطع دولة نامية أن تحقق تقدما اقتصاديا وسياسيا واجتماعيا مستعينة بهذه المراحل.
أما الإطار السوسيولوجي في تفسير التنمية والذي يتم تمثيله هنا بالنظرية الخاصة بمكانيرم التخلف والتنمية، فبالرغم من أن «ميردال» قد رفض اتجاه نظرية التبعية لكونه اتجاها اقتصاديا بحت إلا أنه يتضح لنا بعد عرض أفكاره وقضاياه أن تحليله للتنمية كان من الزاوية الاقتصادية أيضا إلى حد ما. فالعناصر الستة للنسق الاجتماعي، من وجهة نظره تعتمد على الإنتاج وعلى النمو الإنتاجي، ففكرة «ميردال» في معالجة مشاكل التنمية في دول جنوب آسيا عن طريق دراسة وتحليل العناصر الستة التي يتكون منها النسق الاجتماعي للدول النامية فميردال أهتم أيضا بالناحية الاقتصادية مثله مثل
«فرانك» ولكنه مزج بين العناصر الاقتصادية والاجتماعية معا، وهذا ما أغفله فرانك.
كما أكد «ميردال» على أنه لابد للمجتمعات النامية من أن تتبع أسلوب الدفعة القوية،
فالأخذ بالتدريج في تنفيذ الخطة أمر لا يجدي إطلاقاً في عملية التنمية، وفي هذا يتفق «ميردال» مع نظرية التبعية في التأكيد على حتمية الثورة من أجل التنمية وأن كان «ميردال» أخف وطأة في إتباع أسلوب حتمية الثورة.
وقد تم تلخيص هذا في أن التنمية لكي تتحقق يستلزم ما يأتي:
- ضرورة تبني كل العناصر الثورية التي تستطيع أن تدفع تنمية الدولة النامية

خطوات كبيرة إلى الأمام أو ما أسماها «ميردال» بالدفعة القوية أو على الأقل سلسلة الدفعات لكي يخرج المجتمع النامي من حالة الركود، فهذة الدفعات القوية لازمة لإحداث التغير في المجتمع في أسرع وقت ممكن.
- أن الحكومة هي المسئولة عن إحداث الدفعة القوية، فهي التي تملك إمكانيات التغيير مع عدم إهمال مشاركة الأهالي الايجابية في وضع الخطط وفي التنفيذ أيضا فالدولة هي التي تدير دفة التنمية الاجتماعية والاقتصادية ويمكن الإسراع بها عن طريق التدخل الحكومي.
- ضرورة إيجاد نوع من التوازن والتكامل بين الدفعة القوية التي تحدث في المجال الاجتماعي، بحيث لا يتسبب عن عدم التوازن في ذلك الصدد حدوث الهوة الثقافية ومشكلات اجتماعية منها: مقاومة التغيير الذي يحدث ووضع العقبات في طريق التغيير بشكل يهدد نجاحه ويضعف من فاعليته.
- وأخيراً يجب أن يكون لكل دولة نامية شخصيتها الذاتية وخصوصياتها الثقافية وأن يكون لها خطة وطنية متكاملة، وسياسية للتنمية نابعة من احتياجاتها وظروفها وإمكانياتها تقوم على تنفيذها الدولة.[9]